# Stig Emanuel "Stickan" Andersson
För andra betydelser, se Stig Andersson.
Stig Emanuel "Stickan" Andersson, född 16 oktober 1914 i Stockholm, död 23 mars 2000 i Nacka, var en svensk ishockey-, fotboll- och bandyspelare, starkt förknippad med Hammarby IF.
Stickan Emanuel utövade bandy på elitnivå för Hammarby mellan åren 1930 och 1946. I fotbollslaget spelade han från säsongen 1933/34-1948/49 varav en allsvensk. Han representerade Hammarby mellan 1933 och 1946 i ishockey och vann – liksom den fyra år yngre brodern Åke "Plutten" Andersson sex SM-guld under karriären.   
Andersson lär dessutom vara indirekt upphovsmannen till Hammarbys och Hammarby Hockeys två vanligaste smeknamn: Bajen och Bamsingarna. Stickans stridsrop sedan början av sin karriär var "Bamsing – stångkorv!", vilket han brukade skrika till lagkamraterna när det var dags att verkligen kämpa och helst göra två mål på kort tid. Detta gjorde att Hammarbys hockeylag började kallas Bamsingarna, ett namn som lever än idag. Under en ishockeyturné i England med Hammarby Hockey 1946, började Stickan Emanuel tala om Hammarby som Hammarbaj med engelskt uttal. Ur detta emanerade långt senare smeknamnet Bajen.
Andersson spelade 26 A-landskamper i Sveriges herrlandslag i ishockey och deltog i de Olympiska vinterspelen 1936 och 1948, samt vid VM i ishockey 1938. Laget erövrade inga medaljer under dessa turneringar. Han spelade även landskamper i bandylandslaget. Han blev Stor grabb nummer 22 i ishockey.
Stig Emanuel Anderssons son, Börje Andersson, spelade en säsong med Hammarby Hockey i slutet av 1960-talet.

## Meriter
- VM-femma 1938
- OS-femma 1936
- OS-fyra 1948
- SM-guld 1933, 1936, 1937, 1942, 1943, 1945